# Chrysina aurofoveata
Chrysina aurofoveata är en skalbaggsart som beskrevs av Moron 1981. Chrysina aurofoveata ingår i släktet Chrysina och familjen Rutelidae. Inga underarter finns listade i Catalogue of Life.